# Kyōbashi (métro de Tokyo)
Pour les articles homonymes, voir Kyōbashi.
Kyōbashi (京橋駅, Kyōbashi-eki) est une station du métro de Tokyo sur la ligne Ginza dans l'arrondissement de Chūō à Tokyo. Elle est exploitée par le Tokyo Metro.

## Situation sur le réseau
La station Kyōbashi est située au point kilométrique (PK) 7,3 de la ligne Ginza.

## Histoire
La station a été inaugurée le 24 décembre 1932.

## Services aux voyageurs

### Accès et accueil
La station est ouverte tous les jours. Elle se compose d'un quai central encadré par les 2 voies de la ligne Ginza.
En moyenne, 54 526 voyageurs ont fréquenté quotidiennement la station en 2015.

### Desserte
Ligne Ginza :
- voie 1 : direction Shibuya
- voie 2 : direction Asakusa

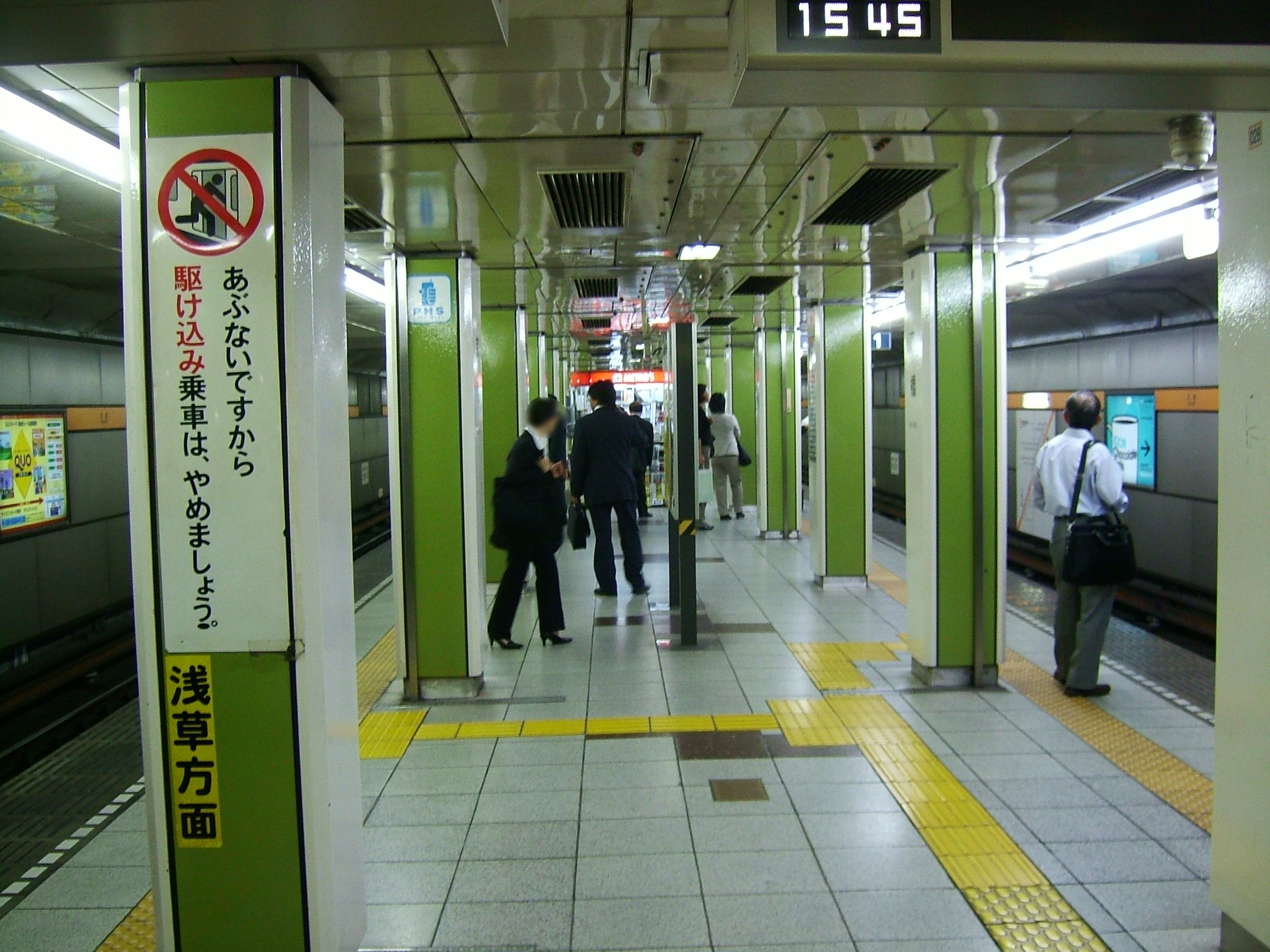
Quais de la ligne Ginza

## À proximité
- Kyōbashi